# Kościół Najświętszego Serca Pana Jezusa w Komarówce Podlaskiej
Kościół Najświętszego Serca Pana Jezusa – rzymskokatolicki kościół parafialny należący do dekanatu Komarówka Podlaska diecezji siedleckiej.
Obecna świątynia została wybudowana w stylu neogotyckim w latach 1907-1910. konsekrowana w 1913 roku przez biskupa Franciszka Jaczewskiego. Jest to budowla murowana, bazylikowa: wzniesiona na planie krzyża (trzynawowa z transeptem i czworobocznie zakończonym prezbiterium). Nawa główna jest wyższa, natomiast nawy boczne są niższe i nakryte krzyżowo-żebrowymi sklepieniami podpartymi filarami wewnętrznymi i przyporami na zewnątrz murów. Fasada świątyni została zaplanowana po przekątnej (linii ukośnej z dużą wieżą, poprzez dach nad nawą główną do wieży niższej) z rozetą w korpusie głównym nad chórem muzycznym.
Wystrój i wyposażenie (ołtarze, stalle, konfesjonały, obudowa organów, baptysterium, stolarka zakrystii) reprezentują także styl neogotycki. Większość wystroju, czyli stolarkę artystyczną i wyroby snycerskie wykonał samouk Franciszek Maksymiuk z Komarówki Podlaskiej.